# 景芳駅
景芳駅（けいほうえき）は、中華人民共和国浙江省杭州市上城区新塘路と景芳路の交差点に位置する杭州地下鉄4号線の駅である。将来的には15号線との乗換駅になる予定である。

## 歴史
- 2015年2月2日：開業[2]。

## 駅構造
島式ホーム1面2線を有する地下駅。銭江路側に引き上げ線が2線ある。

### のりば
| 路線    | 方向 | 行先                 |
| ------- | ---- | -------------------- |
| ■ 4号線 | 下り | 浦沿方面             |
| ■ 4号線 | 上り | 火車東站・池華街方面 |

（出典：站内空间示意图）

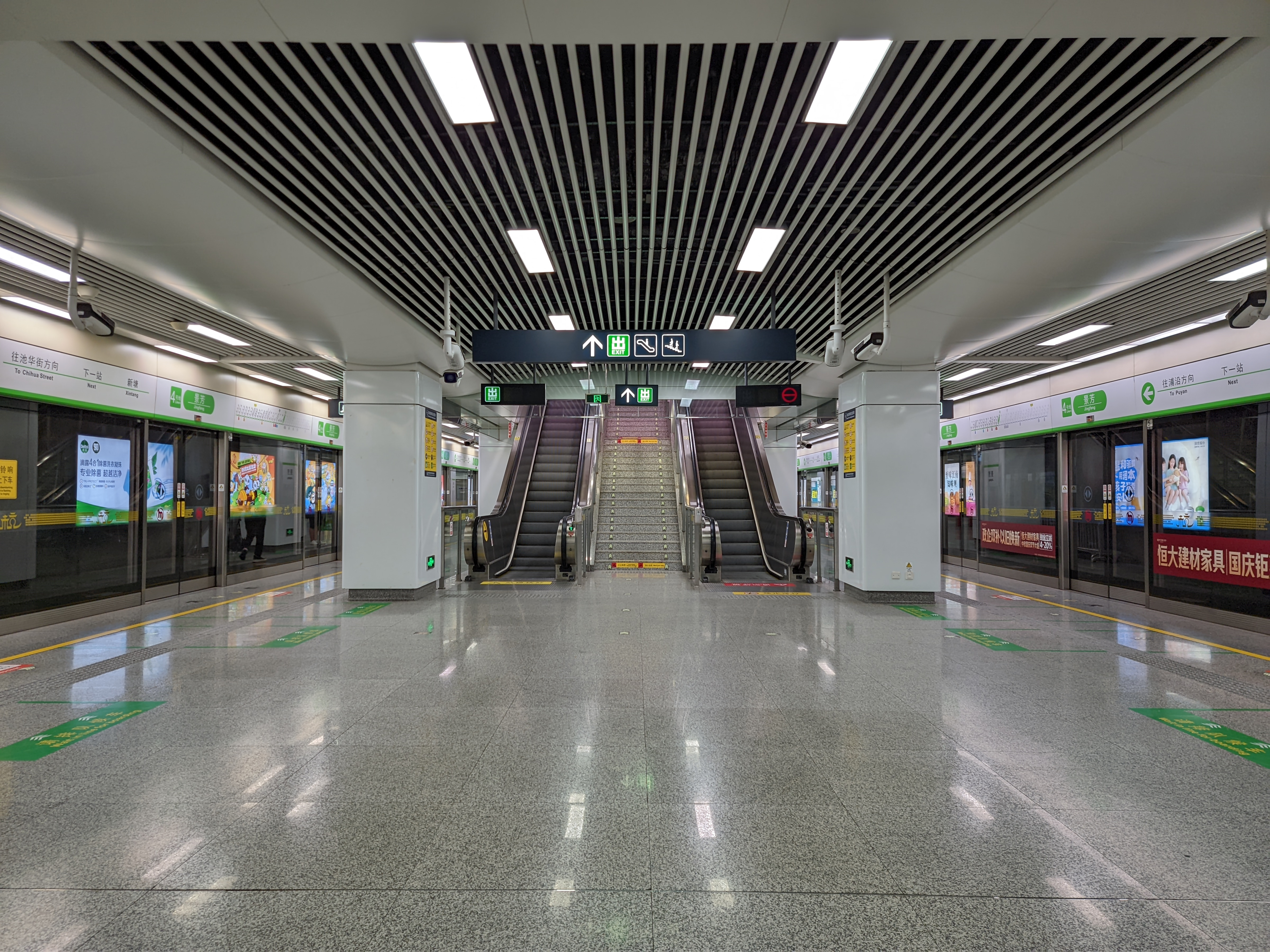
ホーム
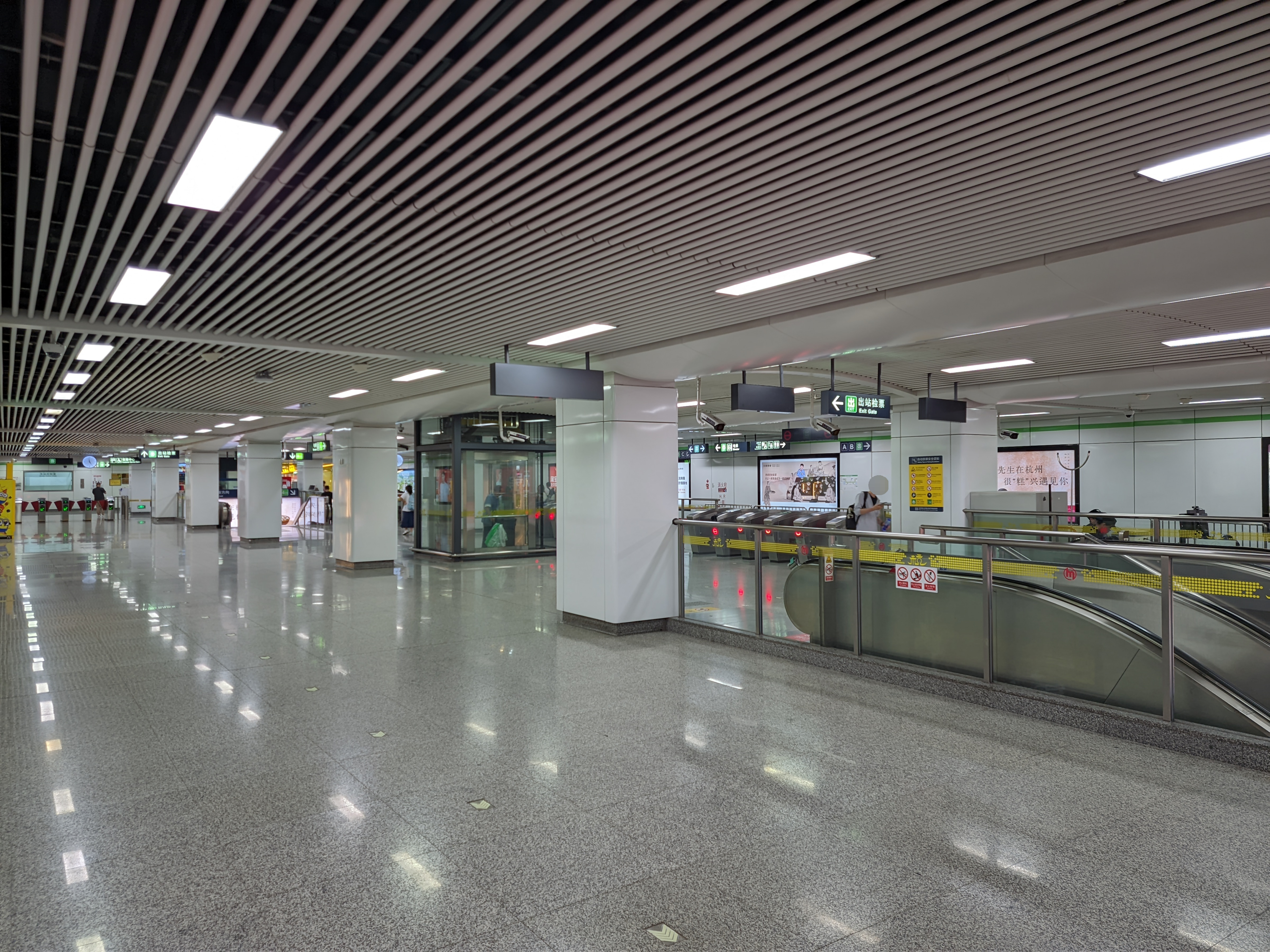
コンコース

### 地下街
地下街「麦田里」は地下1階に位置し、2つのエリアに分かれている。1つは引き上げ線の真上にあるスペース、もう1つはD1・D2出口に隣接するサンクン広場エリア。店舗は飲食店が中心となっている。

## 駅周辺
- 雅福新榭
- 景苑社区
- 順福雅苑二区
- 景芳公園
- 五福中心幼稚園
- 景芳三区
- 浜江新城時代広場
- 景芳一区
- 広景苑
- 杭州市四季青小学
- 緑城・蔚藍公寓
- 中豪五福天地
  - 天虹百貨
- 鳳起時代ビル
- 元華旺座中心
- 三新家園東区
- 五福天星龍ビル
- 新業ビル
- 銭江七苑

## 隣の駅
杭州地下鉄
■ 4号線
銭江路駅 - 景芳駅 - 新塘駅
■ 15号線（事業中）
江河匯駅 - 景芳駅 - 華家池駅（仮）